# Praia de Vale Figueiras
Praia de Vale Figueiras
A Praia de Vale Figueiras é uma praia de mar situada no município de Aljezur na zona das Alfambras e que faz parte do Parque Natural do Sudoeste Alentejano e Costa Vicentina. Esta praia da Costa Vicentina é pouco frequentada e tem acesso por troços de estrada de alcatrão e de terra batida ao longo de cerca de 5 km, tendo vigilância durante a época balnear.
Composta por um vasto areal, na baixa-mar tem ligação à Praia do Penedo, a norte, formando as duas um areal com mais de 3 km de extensão.